# SEM 52 SL
Das Sender/Empfänger, mobil SEM 52 SL ist ein Handsprechfunkgerät der Bundeswehr für das VHF I-Band. Es wird für den Gefechtsfernmeldeverkehr in einer Teileinheit und vergleichbaren Anwendungen genutzt wird. Das SEM 52 SL von Alcatel wurde 1995 eingeführt und löste das 1984 eingeführte SEM 52 S ab.

## Gerät
Das Gerät ist für Sprechfunk und Datenfunk geeignet. Für den Sprechfunk kann wie beim Vorgängermodell ein externes Mikrofon angeschlossen werden. Als Zubehöranschluss ist eine Buchse (Schaltbau NF10) vorhanden, über welche Sprech- und Datenübertragungszubehör angeschlossen werden kann. Durch die Flüstereinrichtung kann die Mikrofonempfindlichkeit um 12 dB erhöht werden. Das Gerät verfügt ferner über eine Rauschsperre und ein hintergrundbeleuchtetes LC-Display.
Die Stromversorgung erfolgt über zehn Mignon-Batterien (AA) bzw. einen Nickel-Cadmium- oder Lithium-Akkublock.
Das Zubehörangebot umfasst verschiedene Antennen, Datenübertragungssatz, Fahrzeughalterung, verschiedene Batterien usw.